# Mărțișor

Șnurul roșu cu alb. (Desen)

Aria de răspândire a obiceiului de 1 martie. Portocaliul închis denotă principalele țări, iar portocaliul deschis - alte arii de răspândire

Mărțișorul este un mic obiect de podoabă legat de un șnur împletit dintr-un fir alb și unul roșu, care apare în tradiția românilor și a unor populații învecinate. 
Împreună cu mărțișorul, se oferă adesea și flori timpurii de primăvară, cea mai reprezentativă fiind ghiocelul. Obiceiul de mărțișor a fost inclus în Lista elementelor patrimoniului cultural imaterial al umanității a UNESCO în anul 2017, ca „evenimente culturale asociate cu sărbătorirea zilei de 1 martie”, propus într-un dosar colectiv de către Bulgaria, Macedonia de Nord, Republica Moldova și România.
Cuvântul Mărțișor este diminutivul lui marț, vechiul nume popular pentru martie și înseamnă literal „micul martie”.

## Mituri ale mărțișorului

### Voinicul care a eliberat Soarele
Un mit povestește cum Soarele a coborât pe Pământ în chip de fată preafrumoasă. Dar un zmeu a furat-o și a închis-o în palatul lui. Atunci păsările au încetat să cânte, copiii au uitat de joacă și veselie, și lumea întreagă a căzut în mâhnire. Văzând ce se întâmplă fără Soare, un tânăr curajos a pornit spre palatul zmeului să elibereze preafrumoasa fată. A căutat palatul un an încheiat, iar când l-a găsit, a chemat zmeul la luptă dreaptă. Tânărul a învins creatura și a eliberat fata. Aceasta s-a ridicat înapoi pe Cer și iarăși a luminat întregul pământ. A venit primăvara, oamenii și-au recăpătat veselia, dar tânărul luptător zăcea în palatul zmeului după luptele grele pe care le avuse. Sângele cald i s-a scurs pe zăpadă, până când l-a lăsat pe tânăr fără suflare. În locurile în care zăpada s-a topit, au răsărit ghiocei — vestitori ai primăverii. Se zice că de atunci lumea cinstește memoria tânărului curajos legând cu o ață două flori: una albă, alta roșie. Culoarea roșie simbolizează dragostea pentru frumos și amintește de curajul tânărului, iar cea albă simbolizează ghiocelul, prima floare a primăverii.

### Lupta primăverii cu iarna
Conform unui mit care circulă în Republica Moldova, în prima zi a lunii martie, frumoasa Primăvară a ieșit la marginea pădurii și a observat cum, într-o poiană, într-o tufă de porumbari, de sub zăpadă răsare un ghiocel. Ea a hotărât să-l ajute și a început a da la o parte zăpada și a rupe ramurile spinoase. Iarna, văzând aceasta, s-a înfuriat și a chemat vântul și gerul să distrugă floarea. Ghiocelul a înghețat imediat. Primăvara a acoperit apoi ghiocelul cu mâinile ei, dar s-a rănit la un deget din cauza mărăcinilor. Din deget s-a prelins o picătură de sânge fierbinte care, căzând peste floare, a făcut-o să reînvie. În acest fel, Primăvara a învins Iarna, iar culorile mărțișorului simbolizează sângele ei roșu pe zăpada albă.

### Fratele și sora hanului

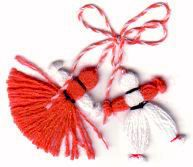
Mărțișorul bulgăresc (Martenița).

„Legenda Mărțișorului este foarte veche, datând pentru Bulgari din perioada primului han. Pe când sora sa și fratele său se aflau în prizonierat, hanul le-a trimis un șoim care avea legat un fir de ață albă pentru a-i înștiința că îi va ajuta să evadeze. Cei doi au reușit să fugă, însă în apropiere de malul Dunării, el a fost ucis de urmăritori și ea atunci a dat drumul șoimului care avea legat de picior firul de ață albă înroșit de sângele fratelui său, pentru a-i da de veste hanului despre moartea fratelui. La aflarea veștii, de durere, hanul a poruncit ostașilor să poarte un fir de lână albă și unul de lână roșie pentru a-i feri de necazuri, eveniment care ar fi avut loc la 1 Martie 681.”

## Istoric
Originile mărțișorului nu sunt cunoscute exact, dar prezența sa atât la români cât și la bulgari (sub numele de Martenița) este considerată ca fiind datorată substratului comun daco-tracic, anterior romanizării la primii și slavizării la ultimii, deși legendele populare îi dau alte origini. In mitologia modernă a bulgarilor mărțișorul ar fi legat de întemeierea primului lor hanat la Dunăre, în anul 681, dar numele latin indică altceva. Se mai consideră, de asemenea, că sărbătoarea mărțișorului a apărut pe vremea Imperiului Roman, când Anul Nou era sărbătorit în prima zi a primăverii, în luna lui Marte. Acesta nu era numai zeul războiului, ci și al fertilității și vegetației. Această dualitate este remarcată în culorile mărțișorului, albul însemnând pace, iar roșu — război. Anul Nou a fost sărbătorit pe 1 martie până la începutul secolului al XVIII-lea. De asemenea exista echivalentul trac al festivalurilor - Marsyas Silen.

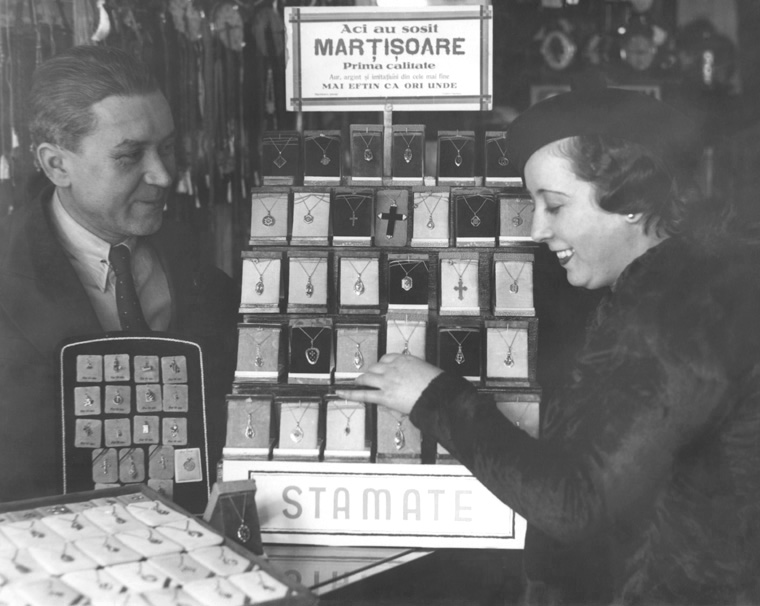
Mărțișoare de vânzare în 1927

Cercetări arheologice efectuate în România, la Schela Cladovei, au scos la iveală amulete asemănătoare cu mărțișorul datând de acum cca. 8.000 de ani. Amuletele formate din pietricele vopsite în alb și roșu erau purtate la gât. Documentar, mărțișorul a fost atestat pentru prima oară într-o lucrare de-a lui Iordache Golescu. Folcloristul Simion Florea Marian presupune că în Moldova și Bucovina mărțișorul era compus dintr-o monedă de aur sau de argint, prinsă cu ață albă-roșie, și era purtat de copii în jurul gâtului. Fetele adolescente purtau și ele mărțișor la gât în primele 12 zile ale lui martie, pentru ca mai apoi să îl prindă în păr și să-l păstreze până la sosirea primilor cocori și înflorirea arborilor. La acel moment, fetele își scoteau mărțișorul și-l atârnau de creanga unui copac, iar moneda o dădeau pe caș. Aceste „ritualuri” asigurau un an productiv.
În zilele noastre Mărțișorul este făcut din șiruri de mătase, aproape exclusiv roșii și albe. Înainte de secolul al XIX-lea erau folosite diverse alte culori: alb-negru în Mehedinți și în comunitățile de aromâni, roșu - doar în Vâlcea, Romanați, Argeș, Neamț și Vaslui, negru și roșu - în Brăila, alb și albastru - în Vrancea sau chiar mai multe culori - în zonele din sudul Transilvaniei și Moldova. De asemenea, materialul folosit ar fi putut fi lână, in, bumbac sau mătase.

## În prezent

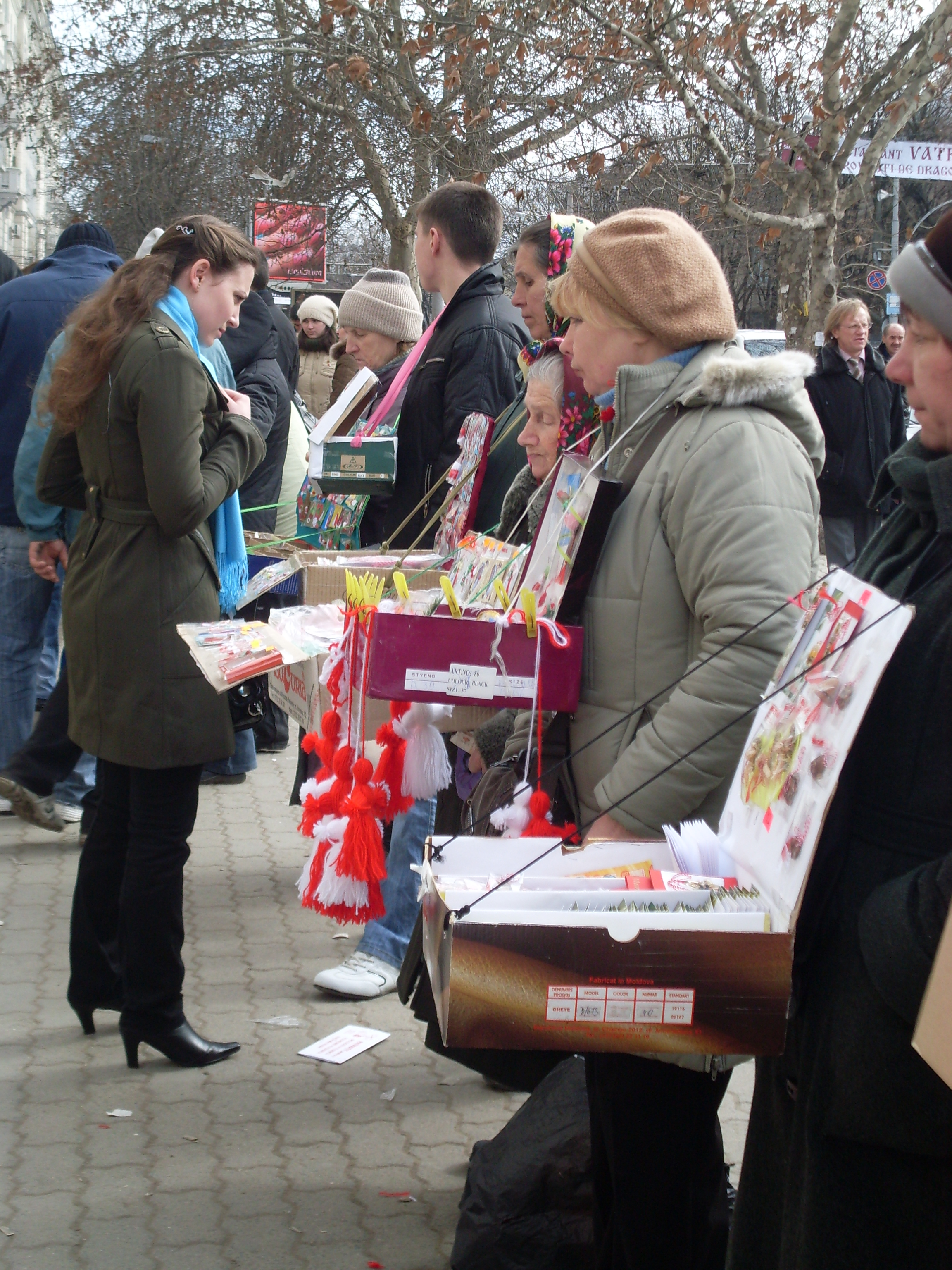
Vânzători de mărțișoare în Chișinău (1 martie 2009).

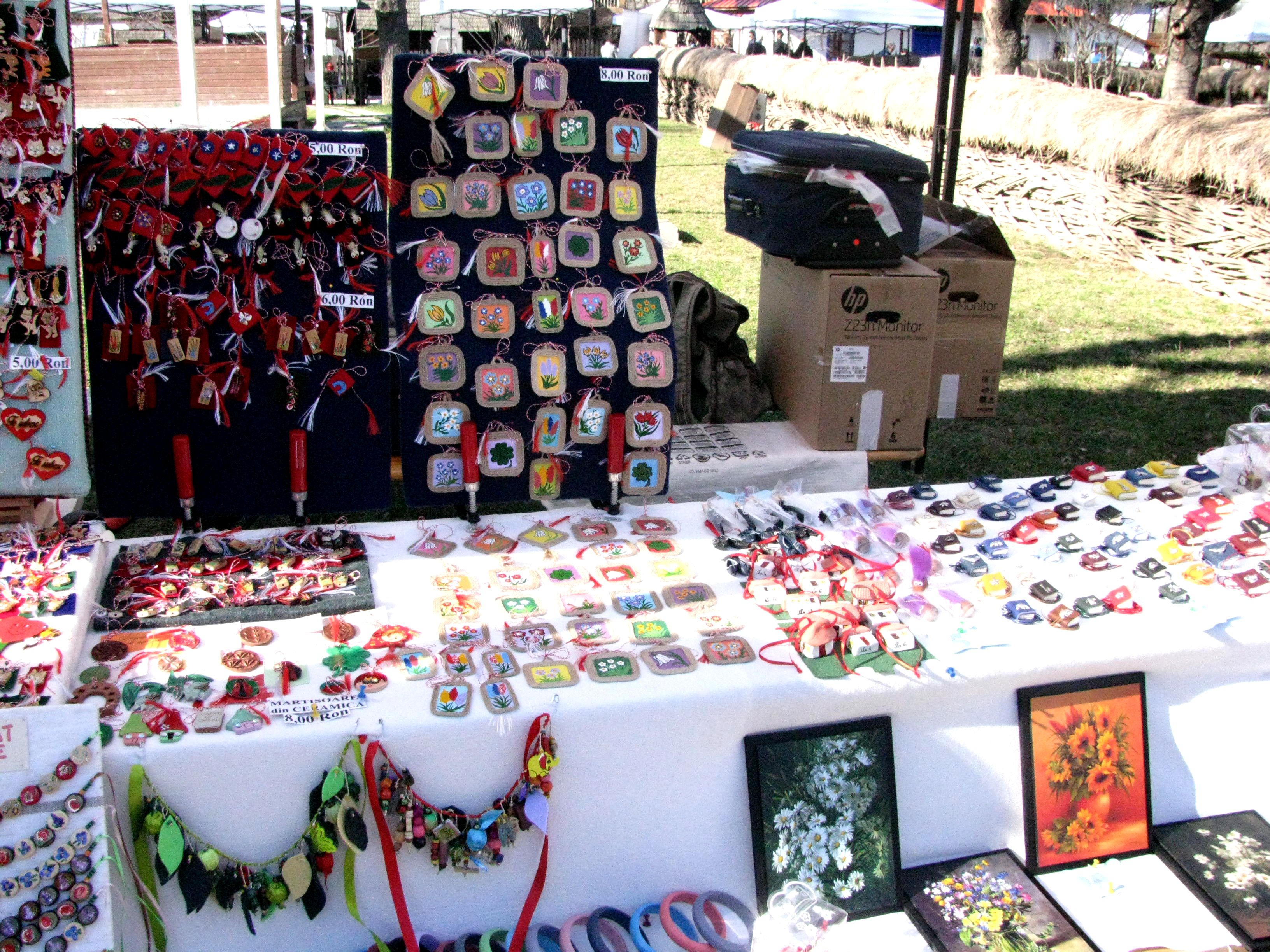
Mărțișoare la Muzeul Satului, București, 2017

În prezent, mărțișorul este purtat întreaga lună martie, după care este prins de ramurile unui pom fructifer. Se crede că aceasta va aduce belșug în casele oamenilor. Se zice că dacă cineva își pune o dorință în timp ce atârnă mărțișorul de pom, aceasta se va împlini numaidecât. La începutul lui aprilie, într-o mare parte a satelor României și Republicii Moldova, pomii sunt împodobiți de mărțișoare.
În Republica Moldova, în fiecare an are loc festivalul muzical „Mărțișor”, care începe pe data de 1 martie și durează până la 10 martie. În acest an, festivalul se află la ediția a 59-a.
În unele județe ale României, mărțișorul este purtat doar primele două săptămâni. Aproape fiecare regiune a avut un interval de timp diferit pentru cât trebuie păstrat, variind de la 2–3 zile în regiunea Iași din Moldova până la 2–3 luni în regiunea Vâlcea din Oltenia. De foarte multe ori sfârșitul acestei perioade a fost asociat cu semnele primăverii în lumea naturală : întoarcerea păsărilor călătoare precum rândunelele și berzele albe, înflorirea pomilor fructiferi (măr, cireș), înflorirea trandafirilor sau cu următoarea sărbătoare semnificativă din calendar.
Când obiectul este îndepărtat, se obișnuiește să se lege de o ramură a unui copac sau să se așeze pe un gard ca dar pentru păsările migratoare care se întorc din sud. Mai rar la nord de Dunăre, dar adeseori înregistrată în Dobrogea, era practica de a lăsa Mărțișorul sub o stâncă, tipul de insecte găsite la fața locului fiind interpretat ca prevestiri; în alte zone aruncându-se într-un izvor sau râu (Gorj) sau chiar arzându-l.  În vremurile moderne, acestea sunt adesea păstrate ca suveniruri.
În localitățile transilvănene mărțișoarele sunt atârnate de uși, ferestre, de coarnele animalelor domestice, întrucât se consideră că astfel se pot speria duhurile rele. În județul Bihor se crede că dacă oamenii se spală cu apa de ploaie căzută pe 1 martie, vor deveni mai frumoși și mai sănătoși. În Banat fetele se spală cu zăpadă pentru a fi mereu iubite. Tot aici, dar și în Bucovina, fetele sunt cele care oferă mărțișoare băieților (în mod tradițional mărțișoarele sunt făcute de ele însele). În Dobrogea mărțișoarele sunt purtate până la sosirea cocorilor, apoi aruncate în aer pentru ca fericirea să fie mare și înaripată. În zona Moldovei, Maramureș, Bucovina, Banat și Bistrița-Năsăud pe 1 martie se oferă mărțișoare băieților de către fete (in mod tradițional mărțișoarele sunt făcute de ele însele), aceștia oferind la rândul lor fetelor mărțișoare sau mici cadouri de 8 martie (o mică diferență față de restul țării).

## Răspândire
Sărbătoarea mărțișorului  este o tradiție caracteristică Peninsulei Balcanice și se poate întâlni în zona Balcanilor la aromâni și megleno-români, precum și la bulgari care o numesc Martenița, dar și în Macedonia de Nord (numită martinka), Grecia de Nord (mart) și zonele Golo Burdo și Prespa din Albania (monyak).Alte comunități care mai practică variații locale ale acestui obicei sunt turcii din regiunea Edirne, grecii din nordul Greciei, insulele Rodos, Dodecanez și Karpathos, găgăuzii și diaspora acestor populații.
În majoritatea României, mărțișorul este purtat doar de femei, în timp ce printre macedoneni și bulgari e purtat de toată lumea. Însă, în regiunea Moldova, mărțișorul este purtat de bărbați.
Cu ocazia zilei de 1 martie, în 2011, prin aplicația sa Google Doodle, sigla motorului de căutare Google a fost scrisă în fire albe și roșii împletite și împodobită cu un ciucuri roșu și alb.

## Galerie

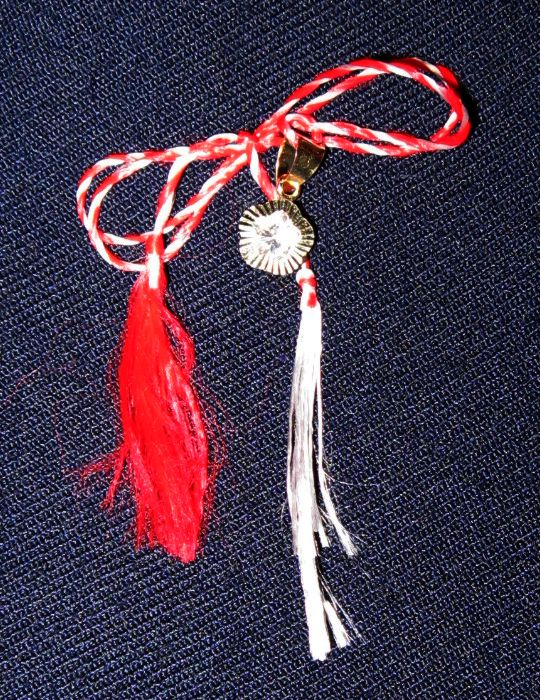
Bijuterie de aur.
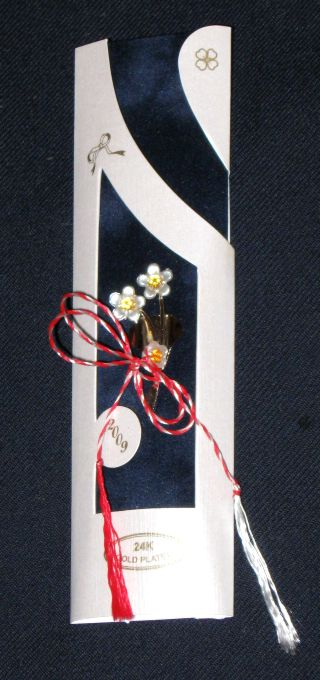
Bijuterie suflată cu aur.
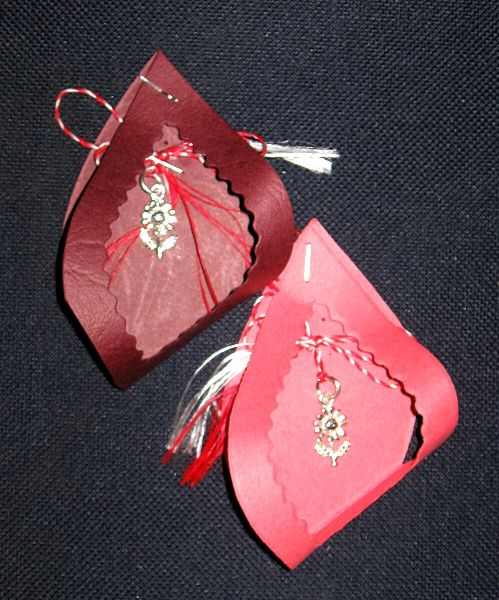
Bijuterii de argint.
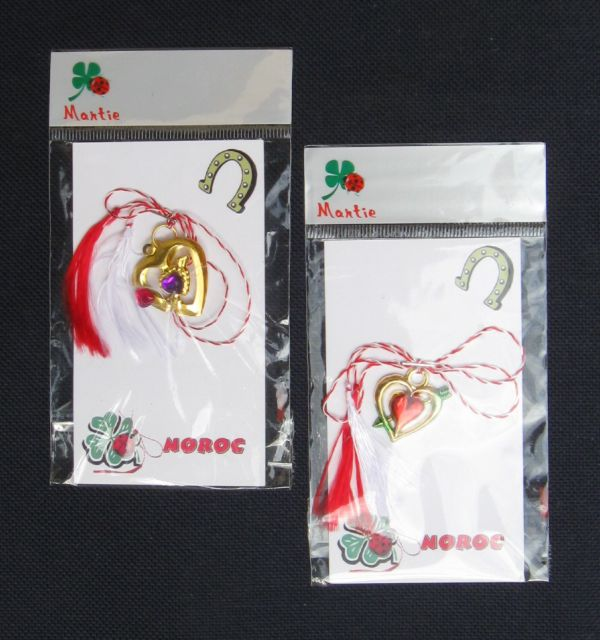
Mărțișoare obișnuite.
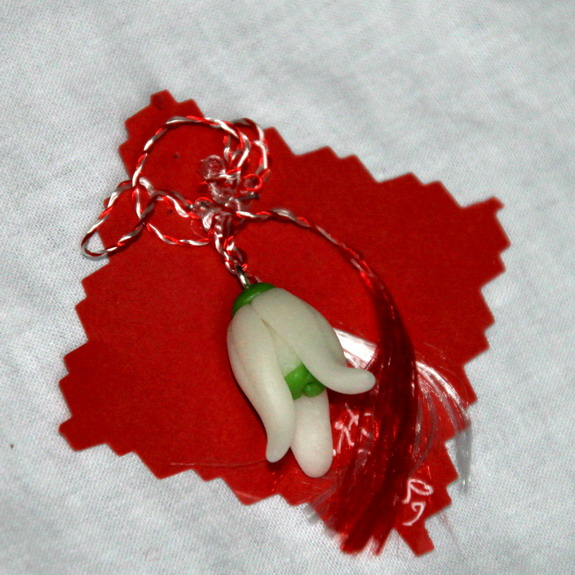
Mărțișor ceramic modern cu motiv traditional.